# Korda Filmstúdiók
A Korda Filmstúdió (Korda Studios) egy filmstúdiókból álló komplexum a Fejér vármegyei Etyeken (a település központjától nyugatra, a 8106-os út mentén), melyet 2007 áprilisában adtak át. 90 millió eurós költségvetésből készült el a hat műteremből álló, Korda Sándorról elnevezett filmstúdió, melynek része az az 5975 négyzetméteres műterem, amely a világ legnagyobb ilyen építménye. Alapítói Demján Sándor nagyvállalkozó, Andy Vajna hollywoodi producer, Peter Munk és Nathanial Rothschild voltak. A filmstúdió létrejöttének lehetőségében rendkívül nagy szerepet játszottak az új filmtörvény adókedvezményei.
A filmstúdiók tervezésére szakosodott Bastien and Associates Inc. cég Amerikai Egyesült Államokban dolgozott eredetileg a komplexumon, míg Magyarországon az Iparterv Épülettervező Zrt. készítette az engedélyezési és kiviteli terveket. A beruházók három szakaszban tervezték felépíteni a stúdióegyüttest. A műtermek a legfejlettebb technika beépítésével készültek, mellettük kiszolgáló létesítményekkel, amelyekbe öltözők, sminkszobák, irodák kerültek. A komplexumban található még a régió egyik legfejlettebb hangutómunka-stúdiója, egy 50 fős moziterem, és a világ egyik legnagyobb „New York-i utca” díszlete.
A Universal Studios produkciója, a Guillermo del Toro által rendezett képregény-adaptáció, Pokolfajzat II: Az Aranyhadsereg volt az első film, ami a stúdióban készült.
A köznyelvben Etyekwoodnak is nevezett komplexum 2009-ben készült el teljesen, amikor elkészültek a nagy 6-os, Superstage-nek becézett műterem és annak kiszolgáló épületei is.

## Infrastruktúra

### Műtermek
| Műtermek            | Megjegyzés                                                                                             | Terület           | Terület (hosszúság x szélesség x belmagasság méterben) |
| ------------------- | --- | ----------------- | ------------------------------------------------------ |
| 1-es stúdió         | 100 m2 területű és 4,3 méter mély, oldalt két vízalatti ablakkal ellátott vizes medencével rendelkezik | 1 070 m2          | 49,4 x 39,4 x 10,75                                    |
| 2-es és 3-as stúdió | Ikerstúdió, egybenyitva a területe 3 616 m2                                                            | 1 745 m2 1 769 m2 | 44,6 x 39,4 x 10,95                                    |
| 4-es stúdió         | | 961 m2            | 39,4 x 24,4 x 10,95                                    |
| 5-ös stúdió         | | 2 310 m2          | 55 x 42 x 14,05                                        |
| 6-os stúdió         | | 5 856 m2          | 96 x 61 x 20,05                                        |

### Szabadtéri díszletek
| Díszlet                     | Megjegyzés | Terület   |
| --------------------------- | --- | --------- |
| New York-i utca díszlet     | Eredetileg a Hellboy II. – Az aranyhadsereg (2008) mozifilm számára épült. Brooklyn utcarész négyemeletes homlokzattal. Az utca két oldalán mozi, bank, étterem, javítóműhely, szállítmány lerakódóhely és tűzlépcsők találhatóak. A fő utca 120 méter hosszú, amely két, egyenként 60 méter hosszú mellékutcába fut bele. Az úttest 14,5 méter széles, amelyhez tartozik még 3-4 méter széles járdaszakasz mindkét oldalon. | [ 3 ]     |
| Reneszánsz város díszlet    | Eredetileg a Borgiák (2011) című tv-sorozat számára épült. A történelmi olaszországi várost megjelenítő díszlet, amely vatikáni arcullattal is rendelkezik. Különböző épületek, kapuk, udvarok, sikátorok, belső terek, börtöncellák, egy olasz vásártér kaptak itt helyet | 1 ha      |
| Középkori település díszlet | Eredetileg az Az idők végezetéig (2012) minisorozat számára épült egy erdő és egy tó mellé. A 13.-14 századi települést megjelenítő díszletben számos ház és megerősített fal található valamint központi tere és kerengője is van. A házak többségének van belső díszlete is. | 12 000 m2 |

## A stúdióban készült/készülő filmek
- Hellboy II. – Az aranyhadsereg (am. film, 2008), rendező: Guillermo del Toro, főszereplők: Ron Perlman, Selma Blair és John Hurt
- Kaméleon (magyar film, 2008), rendező: Goda Krisztina, főszereplők: Nagy Ervin, Csányi Sándor és Hámori Gabriella
- Borgiák (kanadai-magyar-ír televíziós sorozat), alkotó: Neil Jordan, főszereplő: Jeremy Irons
- A 100 éves ember aki kimászott az ablakon és eltűnt (svéd film, 2013)
- Marco Polo (am. televíziós sorozat, 2014–2016), Netflix televíziós sorozat
- Mentőexpedíció (am. film, 2015), rendező: Ridley Scott, főszereplő: Matt Damon
- Inferno (am. film, 2016), rendező: Ron Howard, főszereplő: Tom Hanks
- Terror (am. televíziós sorozat, 2018–)
- Az utolsó királyság(wd) (2017–2024), Netflix televíziós sorozat
- Halo (2022-2024), Showtime produkció
- A brutalista (2024)

## Külső hivatkozások
- Korda Sándor filmjei az IMDb honlapján.
- A stúdió hivatalos honlapja.